# Bitwa pod Woroneżem (1942)
Bitwa pod Woroneżem – bitwa na froncie wschodnim w czasie II wojny światowej, która została stoczona w okolicach Woroneża nad rzeką Don, 450 km na południe od Moskwy, w dniach 28 czerwca – 24 lipca 1942 roku jako punkt otwarcia operacji Fall Blau.

## Tło sytuacyjne

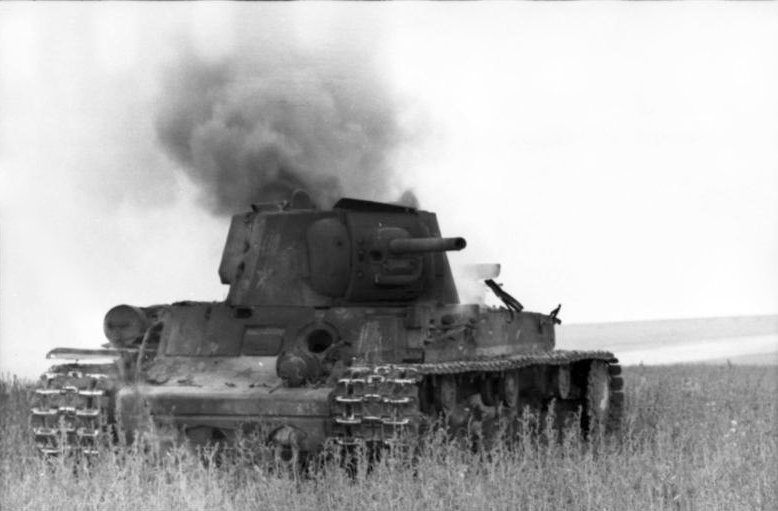
Zniszczony radziecki czołg KW-1 nieopodal Woroneża

Niemiecki atak miał dwa cele. Pierwszym z nich było zmylenie wroga co do ostatecznych celów całej kampanii. Prawie wszyscy obserwatorzy, a zwłaszcza radzieckie dowództwo, podzielali powszechne przekonanie, że Niemcy ponownie rozpoczną ofensywę na Moskwę tego lata. Przeprowadzając zmasowany atak w kierunku Woroneża, w pobliżu miejsca najgłębszej penetracji radzieckich linii obronnych rok wcześniej, Niemcy mogli łatwo odwrócić uwagę od swoich prawdziwych celów położonych daleko na południu. Siły radzieckie przerzucone w region Woroneża, aby wesprzeć tamtejszych obrońców, nie byłyby w stanie poruszać się z taką samą prędkością jak Niemcy, którzy po stoczeniu bojów o Woroneż skręciliby szybko na południe i pozostawili Armię Czerwoną daleko w tyle. Drugim celem było zapewnienie łatwej do obrony linii frontu wzdłuż rzeki, zabezpieczając lewą flankę, którą dzięki naturalnej przeszkodzie można było chronić stosunkowo niewielkimi siłami.
Atak został przeprowadzony przez oddziały 4 Armii Pancernej Grupy Armii Południe pod dowództwem gen. Hermanna Hotha, który otrzymał wyraźny rozkaz unikania wszelkich walk ulicznych, które mogłyby spowolnić jego postępy. Wysoce mobilne siły Hotha miały ruszyć szybko na wschód do Woroneża, a następnie skręcić na południowy wschód, by podążać wzdłuż Donu do Stalingradu. Po wyjściu 4 Armii Pancernej z miasta, wolniejsze siły 2 Armii, składające się głównie z piechoty, podążające do tej pory za czołgami Hotha miały zająć pozycje obronne wzdłuż rzeki. Miasto było bronione przez wojska 40 Armii gen. Nikołaja Watutina wchodzącej w skład Frontu Południowo-Zachodniego.

## Przebieg bitwy
Potężne siły pancerne Hotha posuwały się naprzód z niewielkim opóźnieniem, a jedyną naturalną barierą przed miastem była rzeka Dewica, dopływ Donu biegnący przez Siemiłuki, niedaleko na zachód. Z niejasnych powodów most nad Dewicą nie został zniszczony, a siły Hotha były w stanie zepchnąć rozmieszczone tam siły obronne i dotrzeć na przedmieścia Woroneża 7 lipca. Siły radzieckie przeprowadziły następnie skuteczny kontratak, który związał walką siły Hotha.
W tym momencie 4 Armia Pancerna powinna zostać zluzowana przez siły piechoty, ale te wciąż znajdowały się daleko od miasta. Doszło do intensywnych walk miejskich, a Hoth kontynuował natarcie, czekając na posiłki. W pewnym momencie 3 Dywizja Zmotoryzowana sforsowała Don, ale zawróciła. Radzieckie dowództwo rzuciło do miasta rezerwy, w wyniku czego doszło do sytuacji podobnej do tej, którą można będzie zobaczyć w Stalingradzie kilka miesięcy później, gdy niemieckie wojska oczyszczały domy miotaczami ognia, podczas gdy czołgi udzielały wsparcia ogniowego.
2 Armia nie dotarła jeszcze przez dwa dni, kiedy 4 Armia Pancerna była kompletnie związana walką w Woroneżu i zabrało Niemcom trochę czasu, zanim mogli usunąć się z linii. 2 Armia kontynuowała walkę o miasto do 24 lipca, kiedy to ostatecznie siły radzieckie na zachód od Donu zostały pokonane. Adolf Hitler uwierzył później, że te dwa dni, w połączeniu z innymi możliwymi do uniknięcia opóźnieniami w drodze na południe, pozwoliły marsz. Siemionowi Timoszence wzmocnić siły w Stalingradzie, zanim 4 Armia Pancerna mogła przybyć, aby zdobyć miasto.